# De (álbum)
De es el octavo álbum de "Mandrake" Wolf y Los Terapeutas. Fue grabado en 2008 bajo la producción de Guillermo Berta y lanzado ese mismo año por el sello Sondor.
El disco es de los más roqueros de la banda, sin por ello dejar de estar influido por el candombe. Fue considerado por varios críticos, e incluso por él mismo, como el mejor disco de la carrera de Alberto Wolf. El disco consiguió en 2009 cuatro Premios Graffiti, incluyendo el de álbum del año.
La canción más exitosa resultó la que fuera el primer corte de difusión del disco: De desesperados. El tema es «una canción inspirada en una conversación y en una canción de Gustavo Pena (El Príncipe)», según el mismo Wolf cuenta. Esta canción estuvo nominada en los Premios Graffiti 2009 como tema del año.

## Lista de canciones
Todos los temas compuestos por Alberto Wolf, excepto las indicadas.
1. «De desesperados»
2. «De sangre a sangre»
3. «De tan libre»
4. «De candombe beat»
5. «De ellos dos» (A. Wolf y Daniel Jacques)
6. «De jinetes»
7. «De ángeles» (Milagro de carnaval)
8. «De Biarritz»
9. «De ángeles II»
10. «De Klaus» (A. Wolf y Klaus Kinski)

## Músicos
- Alberto Wolf: voz, guitarra.
- Daniel Jacques: bajo.
- Luis Jorge Martínez: batería.
- Gonzalo Gravina: teclados.
- Pedro Alemany: guitarras.

Participaron como invitados: Urbano Moraes, Martín Buscaglia, Andrés Bedó y Javier Depauli.